# 98 Degrees and Rising
| Críticas profissionais | Críticas profissionais |
| Avaliações da crítica  | Avaliações da crítica  |
| Fonte                  | Avaliação              |
| ---------------------- | ---------------------- |
| Allmusic               | [ 3 ]                  |

98 Degrees and Rising é o segundo álbum do quarteto estadunidense 98 Degrees. Ele foi gravado no Blue Wave Studios em Vancouver no Canadá. Se tornou 4x platina nos EUA. O single "Because of You" alcançou o 3° lugar no Billboard Hot 100 se tornando platina. Seguido de "True To Your Heart" em parceria com o seu colega de gravadora, Stevie Wonder para o filme Mulan, conseguindo entrar nas paradas européias. No ano seguinte com continuidade com "The Hardest Thing" que alcançou o 5° lugar e foi certificado ouro. O álbum vem com uma versão a capela de "She's Out of My Life", single de 1980 de Michael Jackson.

## Lista de faixas
| N.º            | Título                                         | Compositor(es) | Duração |  |
| 1.             | "Intro"                                        | 98° | 0:41    |  |
| 2.             | "Heat It Up"                                   | Mark Adams, Steve Arrington, Marc Hicks, Thomas Lockett, Raymond Turner, Daniel Webster & Starleana Taylor                                 | 4:15    |  |
| 3.             | "If She Only Knew"                             | Chris Farren & Gordon Chambers | 4:27    |  |
| 4.             | "I Do (Cherish You)"                           | Keith Stegall & Dan Hill | 3:45    |  |
| 5.             | "Fly with Me"                                  | 98°, S.P. Michel & Jerry Duplesis | 3:49    |  |
| 6.             | "Still"                                        | 98°, Dane DeViller & Sean Hosein | 4:00    |  |
| 7.             | "Because of You"                               | Anders Bagge, Arntor Birgisson, Christian Karlsson & Patrick Tucker                                                                        | 4:55    |  |
| 8.             | "Give It Up (Interlude)"                       | 98° | 1:31    |  |
| 9.             | "Do You Wanna Dance"                           | 98°, Jean Claude Olivier, Samuel Barnes, Robert Bell, James Taylor, George Brown, Ronald Bell, Charles Smith, Robert Mickens & Eumir Deoda | 4:14    |  |
| 10.            | "True to Your Heart" (featuring Stevie Wonder) | Matthew Wilder & David Zippel | 4:15    |  |
| 11.            | "To Me You're Everything"                      | Anders Bagge, Laila Bagge, Jocelyn Gueridon Mathieux, Maurice White, Eduardo Del-Barrio & Verdine White                                    | 4:09    |  |
| 12.            | "The Hardest Thing"                            | Steve Kipner & David Frank | 4:34    |  |
| 13.            | "She's Out of My Life"                         | Tom Bahler | 3:07    |  |
| Duração total: | Duração total:                                 | Duração total: | 52:23   |  |

| Edição faixa bônus |                                                | |         |  |
| N.º                | Título                                         | Compositor(es) | Duração |  |
| 1.                 | "Intro"                                        | 98° | 0:41    |  |
| 2.                 | "Heat It Up"                                   | Mark Adams, Steve Arrington, Marc Hicks, Thomas Lockett, Raymond Turner, Daniel Webster & Starleana Taylor                                 | 4:15    |  |
| 3.                 | "If She Only Knew"                             | Chris Farren & Gordon Chambers | 4:27    |  |
| 4.                 | "I Do (Cherish You)"                           | Keith Stegall & Dan Hill | 3:45    |  |
| 5.                 | "Fly with Me"                                  | 98°, S.P. Michel & Jerry Duplesis | 3:49    |  |
| 6.                 | "Still"                                        | 98°, Dane DeViller & Sean Hosein | 4:00    |  |
| 7.                 | "Because of You"                               | Anders Bagge, Arntor Birgisson, Christian Karlsson & Patrick Tucker                                                                        | 4:55    |  |
| 8.                 | "Give It Up (Interlude)"                       | 98° | 1:31    |  |
| 9.                 | "Do You Wanna Dance"                           | 98°, Jean Claude Olivier, Samuel Barnes, Robert Bell, James Taylor, George Brown, Ronald Bell, Charles Smith, Robert Mickens & Eumir Deoda | 4:14    |  |
| 10.                | "True to Your Heart" (featuring Stevie Wonder) | Matthew Wilder & David Zippel | 4:15    |  |
| 11.                | "To Me You're Everything"                      | Anders Bagge, Laila Bagge, Jocelyn Gueridon Mathieux, Maurice White, Eduardo Del-Barrio & Verdine White                                    | 4:09    |  |
| 12.                | "The Hardest Thing"                            | Steve Kipner & David Frank | 4:34    |  |
| 13.                | "She's Out of My Life"                         | Tom Bahler | 3:07    |  |
| 14.                | "Invisible Man" (Faixa bônus)                  | Dane DeViller, Sean Hosein & Steve Kipner                                                                                                  | 4:14    |  |

| Edição holandesa |                                                |         |  |
| N.º              | Título                                         | Duração |  |
| 1.               | "Intro"                                        |         |  |
| 2.               | "Heat It Up"                                   |         |  |
| 3.               | "If She Only Knew"                             |         |  |
| 4.               | "I Do (Cherish You)"                           |         |  |
| 5.               | "Still"                                        |         |  |
| 6.               | "Because of You"                               |         |  |
| 7.               | "Give It Up"                                   |         |  |
| 8.               | "Do You Wanna Dance"                           |         |  |
| 9.               | "True to Your Heart"                           |         |  |
| 10.              | "To Me You're Everything"                      |         |  |
| 11.              | "The Hardest Thing"                            |         |  |
| 12.              | "She's Out of My Life"                         |         |  |
| 13.              | "Invisible Man"                                |         |  |
| 14.              | "Fly with Me"                                  |         |  |
| 15.              | "The Hardest Thing" (Love To Infinity 12" Mix) |         |  |
| 16.              | "Because of You" (Hex Hector Dance Mix)        |         |  |

| CD bônus |                                 |         |  |
| N.º      | Título                          | Duração |  |
| 1.       | "This Gift" (Christmas Version) | 4:06    |  |
| 2.       | "The Christmas Song"            | 4:08    |  |
| 3.       | "This Gift" (Pop Version)       | 4:08    |  |

| Vídeo bônus |                                 |         |  |
| N.º         | Título                          | Duração |  |
| 1.          | "I Do (Cherish You)"            | 3:46    |  |
| 2.          | "The Hardest Thing"             | 3:54    |  |
| 3.          | "Because of You"                | 4:02    |  |
| 4.          | "Invisible Man"                 | 4:02    |  |
| 5.          | "Was It Something I Didn't Say" | 4:14    |  |

## Samplesde algumas faixas
- "Heat It Up" - contêm sample da música "Just a Touch of Love" (M. Adams, S. Arrington, M. Hicks, T. Lockett, R. Turner, D. Webster, S. Taylor) da banda de funk estadunidense Slave.
- "Fly with Me" - contêm sample de "Dancing Queen" do ABBA.
- "Do You Wanna Dance" - contêm sample de "Get Down On It" (R. Bell, J. Taylor, G. Brown, R. Bell, C. Smith, R. Mickens, E. Deodato) do Kool & The Gang.
- "To Me You're Everything" - contêm sample de "Fantasy" (M. White, E. Barrio, V. White) do Earth, Wind & Fire.

## Desempenho nas paradas
| Ano  | Paradas                                         | Melhor posição |
| ---- | ----------------------------------------------- | -------------- |
| 1998 | Estados Unidos Billboard 200                    | 14             |
| 1998 | Estados Unidos Billboard Top R&B/Hip-Hop Albums | 28             |